# Ahousat
Ne doit pas être confondu avec Première Nation Ahousaht.
Ahousat est une communauté autochtone canadienne de la Colombie-Britannique.